# Жаромскис, Марюс
Марюс Жаромскис (лит. Marius Žaromskis; род. 30 июля 1980, Шяуляй) — литовский боец смешанного стиля, представитель полусредней весовой категории. Выступает на профессиональном уровне начиная с 2000 года, известен по участию в турнирах бойцовских организаций Strikeforce, Bellator, Dream, Cage Rage и др. Владел титулом чемпиона Dream в полусреднем весе, был претендентом на титулы чемпиона Strikeforce и Cage Rage.

## Биография
Марюс Жаромскис родился 30 июля 1980 года в городе Шяуляй Литовской ССР.
Серьёзно заниматься единоборствами начал в возрасте 15 или 16 лет, практиковал кёкусин-карате и кикбоксинг — в обеих дисциплинах становился чемпионом Литвы среди юниоров. Позже освоил тайский бокс и, наконец, перешёл в ММА.

### Начало профессиональной карьеры
Дебютировал в смешанных единоборствах на профессиональном уровне в феврале 2000 года, провёл за вечер два боя, один из которых выиграл и один проиграл.

### Cage Rage
После достаточно длительного перерыва в 2005 году Жаромскис вернулся к карьере профессионального бойца ММА и начал достаточно успешно выступать в небольших промоушенах в Англии. Начиная с 2006 года регулярно выступал в британской бойцовской организации Cage Rage, где в общей сложности одержал пять побед и потерпел два поражения — оба от англичанина Че Миллса. Во втором поединке с Миллсом на кону стоял титул чемпиона Великобритании по версии Cage Rage в полусредней весовой категории, но в перерыве между первым и вторым раундами после осмотра врача был зафиксирован технический нокаут литовского бойца.

### Dream
В 2009 году Жаромскис подписал контракт с крупной японской организацией Dream, где сразу же стал участником гран-при полусреднего веса. Благополучно прошёл своих соперников на стадиях четвертьфиналов и полуфиналов, затем победил и в решающем финальном поединке — таким образом стал первым и единственным чемпионом Dream в полусреднем весе.

### Strikeforce
Оставаясь действующим бойцом Dream, в 2010 году Жаромскис решил попробовать себя в крупной американской организации Strikeforce. Тем не менее, большого успеха он здесь не добился — проиграл техническим нокаутом Нику Диасу и Эванжелисте Сантусу, тогда как третий поединок в промоушене был признан несостоявшимся из-за непреднамеренного тычка пальцем в глаз.

### Дальнейшая карьера
Не сумев закрепиться в ростере Strikeforce, Марюс Жаромскис продолжил выступать в небольших организациях по всему миру, а также вернулся в Dream — на новогоднем турнире Dynamite!! 2010 защитил свой чемпионский пояс, выиграв техническим нокаутом у японского ветерана Кадзуси Сакурабы.

### Bellator
Начиная с 2012 года Жаромскис состоял в американской организации Bellator, дебютировал здесь весьма успешно, выиграв два первых поединка, после чего попал в число участников гран-при седьмого сезона в полусреднем весе. В четвертьфинале единогласным решением судей победил представителя Франции Нордина Талеба, однако в полуфинальном поединке был нокаутирован россиянином Андреем Корешковым.
В 2013 году участвовал в гран-при восьмого сезона Bellator в полусреднем весе, но на сей раз уже в стартовом поединке был остановлен американцем Брентом Уидманом, выигравшим единогласным решением.
В 2014 и 2015 годах Жаромскис провёл ещё два рейтинговых боя в Bellator, один выиграл и один проиграл — на том его сотрудничество с организацией подошло к концу.

## Статистика в профессиональном ММА
| Боёв 31         | Побед 21 | Поражений 9 |
| --------------- | -------- | ----------- |
| Нокаутом        | 15       | 5           |
| Сдачей          | 1        | 0           |
| Решением        | 5        | 4           |
| Не состоявшихся | 1        | 1           |

| Результат    | Рекорд   | Соперник              | Способ                  | Турнир                                           | Дата             | Раунд | Время | Место              | Примечание                                                                 |
| ------------ | -------- | --------------------- | ----------------------- | ------------------------------------------------ | ---------------- | ----- | ----- | ------------------ | -------------------------------------------------------------------------- |
| Победа       | 21-9 (1) | Александр Данильченко | TKO (удары руками)      | MMA Bushido 77: Fighting Championship in Vilnius | 3 мая 2019       | 1     | 2:05  | Вильнюс, Литва     |                                                                            |
| Поражение    | 20-9 (1) | Фернандо Гонсалес     | Единогласное решение    | Bellator 132                                     | 16 января 2015   | 3     | 5:00  | Темекьюла, США     |                                                                            |
| Победа       | 20-8 (1) | Вон Андерсон          | Единогласное решение    | Bellator 119                                     | 9 мая 2014       | 3     | 5:00  | Рама, Канада       |                                                                            |
| Поражение    | 19-8 (1) | Брент Уидман          | Единогласное решение    | Bellator 86                                      | 24 января 2013   | 3     | 5:00  | Такервилл, США     | Четвертьфинал 8 сезона Bellator в полусреднем весе.                        |
| Поражение    | 19-7 (1) | Андрей Корешков       | KO (удары руками)       | Bellator 78                                      | 26 октября 2012  | 1     | 2:14  | Дейтон, США        | Полуфинал 7 сезона Bellator в полусреднем весе.                            |
| Победа       | 19-6 (1) | Нордин Талеб          | Единогласное решение    | Bellator 74                                      | 28 сентября 2012 | 3     | 5:00  | Атлантик-Сити, США | Четвертьфинал 7 сезона Bellator в полусреднем весе.                        |
| Победа       | 18-6 (1) | Ваачиим Спиритвулф    | Раздельное решение      | Bellator 72                                      | 20 июля 2012     | 3     | 5:00  | Тампа, США         |                                                                            |
| Победа       | 17-6 (1) | Ваачиим Спиритвулф    | TKO (остановлен врачом) | Bellator 68                                      | 11 мая 2012      | 2     | 5:00  | Атлантик-Сити, США | Бой в промежуточном весе 78 кг.                                            |
| Победа       | 16-6 (1) | Бруну Карвалью        | KO (удары)              | Rumble of the Kings                              | 26 ноября 2011   | 1     | 4:59  | Стокгольм, Швеция  |                                                                            |
| Победа       | 15-6 (1) | Эйдзи Исикава         | Единогласное решение    | Dream: Japan GP Final                            | 16 июля 2011     | 2     | 5:00  | Токио, Япония      | Бой в промежуточном весе 79,4 кг.                                          |
| Поражение    | 14-6 (1) | Джордан Мейн          | Единогласное решение    | Score Fighting Series: Mein vs. Zaromskis        | 10 июня 2011     | 3     | 5:00  | Миссиссога, Канада |                                                                            |
| Победа       | 14-5 (1) | Кадзуси Сакураба      | TKO (остановлен врачом) | Dynamite!! 2010                                  | 31 декабря 2010  | 1     | 2:16  | Сайтама, Япония    | Защитил титул чемпиона Dream в полусреднем весе.                           |
| Не состоялся | 13-5 (1) | Ваачиим Спиритвулф    | Нет результата          | Strikeforce Challengers: Wilcox vs. Ribeiro      | 19 ноября 2010   | 1     | 0:06  | Джэксон, США       | Бой остановлен после непреднамеренного тычка в глаз со стороны Жаромскиса. |
| Поражение    | 13-5     | Эванжелиста Сантус    | TKO (удары руками)      | Strikeforce: Los Angeles                         | 16 июня 2010     | 1     | 2:38  | Лос-Анджелес, США  |                                                                            |
| Поражение    | 13-4     | Ник Диас              | TKO (удары руками)      | Strikeforce: Miami                               | 30 января 2010   | 1     | 4:38  | Санрайз, США       | Бой за введённый титул чемпиона Strikeforce в полусреднем весе.            |
| Победа       | 13-3     | Мён Хо Бэ             | KO (ногой в голову)     | Dream 12                                         | 25 октября 2009  | 1     | 0:19  | Осака, Япония      | Нетитульный бой.                                                           |
| Победа       | 12-3     | Джейсон Хай           | KO (ногой в голову)     | Dream 10                                         | 20 июля 2009     | 1     | 2:22  | Сайтама, Япония    | Финал гран-при Dream 2009 в полусреднем весе.                              |
| Победа       | 11-3     | Хаято Сакураи         | KO (удары)              | Dream 10                                         | 20 июля 2009     | 1     | 4:03  | Сайтама, Япония    | Полуфинал гран-при Dream 2009 в полусреднем весе.                          |
| Победа       | 10-3     | Сэити Икэмото         | Единогласное решение    | Dream 8                                          | 5 апреля 2009    | 2     | 5:00  | Нагоя, Япония      | Четвертьфинал гран-при Dream 2009 в полусреднем весе.                      |
| Победа       | 9-3      | Анджей Кубский        | KO (удары руками)       | Bushido Lithuania: Hero’s 2008                   | 8 ноября 2008    | 1     | 0:50  | Вильнюс, Литва     |                                                                            |
| Поражение    | 8-3      | Че Миллс              | TKO (остановлен врачом) | Cage Rage 26                                     | 10 мая 2008      | 1     | 5:00  | Лондон, Англия     | Бой за титул чемпиона Великобритании Cage Rage в полусреднем весе.         |
| Победа       | 8-2      | Росс Поинтон          | TKO (остановлен врачом) | Cage Rage 24                                     | 1 декабря 2007   | 2     | 3:39  | Лондон, Англия     |                                                                            |
| Победа       | 7-2      | Росс Мейсон           | KO (летучее колено)     | Cage Rage 22                                     | 14 июля 2007     | 3     | 2:03  | Англия             |                                                                            |
| Победа       | 6-2      | Дамиен Риккио         | TKO (удары)             | Cage Rage 20                                     | 10 февраля 2007  | 3     | 4:30  | Лондон, Англия     |                                                                            |
| Победа       | 5-2      | Дариуш Шверкош        | Сдача (треугольник)     | Cage Rage Contenders 3                           | 12 ноября 2006   | 2     | N/A   | Лондон, Англия     |                                                                            |
| Поражение    | 4-2      | Че Миллс              | KO (удар коленом)       | Cage Rage Contenders 2                           | 20 августа 2006  | 1     | 4:49  | Лондон, Англия     |                                                                            |
| Победа       | 4-1      | Афнан Сахид           | TKO (удары руками)      | Cage Rage Contenders                             | 28 мая 2006      | 1     | 1:21  | Лондон, Англия     |                                                                            |
| Победа       | 3-1      | Казис Григалюнас      | KO (удары руками)       | ZT: Fight Night                                  | 19 февраля 2006  | 1     | 1:57  | Лондон, Англия     |                                                                            |
| Победа       | 2-1      | Джек Мейсон           | KO (удары руками)       | UKMMAC 13: Warriors Return                       | 27 ноября 2005   | 1     | 3:18  | Эссекс, Англия     |                                                                            |
| Поражение    | 1-1      | Рикардас Янцевичус    | Единогласное решение    | Knight of the Ring 6                             | 4 февраля 2000   | 3     | 5:00  | Шяуляй, Литва      |                                                                            |
| Победа       | 1-0      | Викторас Контримас    | KO (ногой в голову)     | Knight of the Ring 6                             | 4 февраля 2000   | 2     | 0:23  | Шяуляй, Литва      |                                                                            |